# Погоріле (Старосалтівська селищна громада)
Погорі́ле — село в Україні, у Старосалтівській селищній територіальній громаді Чугуївського району Харківської області. Населення становить 11 осіб. (2015 рік)

## Географія
Село Погоріле знаходиться на початку балки Погорілий, за 2 км від річки Хотімля, на відстані 3 км розташовані села Гарбузівка і Кирилівка.

## Історія
12 червня 2020 року, відповідно до розпорядження Кабінету Міністрів України № 725-р «Про визначення адміністративних центрів та затвердження територій територіальних громад Харківської області», село увійшло до складу  Старосалтівської селищної громади.
19 липня 2020 року в результаті адміністративно-територіальної реформи та ліквідації Вовчанського району увійшло до Чугуївського району.